# Washington-consensus
De Washington-consensus is een relatief specifieke set van tien beleidsprescripties die in de jaren 1980-90 samen het standaardhervormingspakket vormden voor landen getroffen door een economische crisis zoals het werd gepromoot door de in Washington gevestigde instituten zoals het Internationaal Monetair Fonds (IMF), de Wereldbank en het Amerikaanse ministerie van Financiën. De term werd in 1989 gemunt door John Williamson.
De term Washington-consensus heeft sindsdien een tweede connotatie gekregen en wordt vaak gebruikt, vaak op een negatieve manier, om een bepaald neoliberaal en marktfundamentalistisch soort beleid aan te duiden dat in grote lijnen draait om het uitbreiden van de rol van de markt en het terugdraaien van de rol van de overheid in de economie.
De Washington-consensus, vooral in de tweede bredere formulering, is het onderwerp geworden van felle kritiek van sommige mensen en groepen die van mening zijn dat het een manier is om arme landen open te stellen voor directe buitenlandse investeringen van grote westerse multinationals en hun aandeelhouders in de westerse landen. Enkele Latijns-Amerikaanse landen met een socialistische of andersgezinde linkse regering, hebben beleid ingevoerd, dat in strijd is met de Washington-consensus.
Sinds de kredietcrisis werd de Washington-consensus, voor zover hier nog van kan worden gesproken, des te meer bekritiseerd door partijen die van mening waren dat het economische model, dat deze consensus voorstaat, in de praktijk had gefaald. Een grootschalig onderzoek van het Transnational Institute (TNI) uit 2017 concludeerde dat de privatiseringsgolf ten gevolge van de Washington-consensus aan het omslaan is in renationalisatie vanwege tegenvallende prestaties op verschillende vlakken van geprivatiseerde bedrijven. Het onderzoek geeft een overzicht van 835 renationalisatieprojecten van lokale overheidsdiensten in meer dan 1600 steden verspreid over 45 landen. ProRail is een voorbeeld van falend beleid en renationalisering in Nederland.

## Lijst van aanbevelingen
De consensus bevat tien brede aanbevelingen:
1. Begrotingsdiscipline;
2. Publieke uitgaven niet als subsidie maar als investering verstrekken in voorzieningen en diensten op het gebied van werkgelegenheid, armoedebestrijding, basisonderwijs, gezondheidszorg en infrastructuur;
3. Belastinghervorming, uitbreiding van het aantal belastingvormen en het invoeren van een gematigd marginaal belastingtarief;
4. Positieve maar gematigde en door de markt bepaalde rentetarieven;
5. Concurrerende valutakoersen;
6. Handelsliberalisatie, de liberalisatie van importen met nadruk op het wegnemen van kwantitatieve restricties, alle overblijvende protectie moet laag zijn en bestaan uit uniforme toltarieven;
7. Liberalisatie van buitenlandse directe investeringen;
8. Privatisering van bedrijven in staatseigendom;
9. Afschaffing van concurrentiebeperkende regulering, behalve die op grond van veiligheids- of milieuredenen, en regulering van de financiële sector;
10. Bescherming van eigendomsrechten.